# Ельциновская
Ельциновская — деревня в Вельском районе Архангельской области. Входит в состав Муниципального образования «Усть-Вельское».

## География
Деревня расположена в южной части Архангельской области, в таёжной зоне, в пределах северной части Русской равнины, в 4 километрах на запад от города Вельска, на правом берегу реки Вель. Ближайшие населённые пункты: на западе деревня Ленино-Ульяновская, на востоке город Вельск.
Часовой пояс
Ельциновская, как и вся Архангельская область, находится в часовой зоне МСК (московское время). Смещение применяемого времени относительно UTC составляет +3:00.

## Население
| 2002 | 2010 | 2012 | 2014 |
| ---- | ---- | ---- | ---- |
| 13   | ↗14  | ↘12  | ↗15  |

## Инфраструктура
В непосредственной близости от деревни проходит федеральная автомобильная дорога М8.

## История
Указана в «Списке населённых мест по сведениям 1859 года» в составе Вельского уезда(2-го стана) Вологодской губернии под номером «2520» как «Ельцыновская(Кудрино)». Насчитывала 6 дворов, 19 жителей мужского пола и 23 женского.
В материалах оценочно-статистического исследования земель Вельского уезда упомянуто, что в 1900 году в административном отношении деревня входила в состав Кьяндского сельского общества Устьвельской волости. На момент переписи в селении Ельциновское(Кудрино) находилось 12 хозяйств, в которых проживало 30 жителей мужского пола и 28 женского.